# Hypoponera incisa
Hypoponera incisa är en myrart som först beskrevs av Santschi 1914.  Hypoponera incisa ingår i släktet Hypoponera och familjen myror. Inga underarter finns listade i Catalogue of Life.